# Daya Murni (Muara Sugihan)
Daya Murni is een bestuurslaag in het regentschap Banyuasin van de provincie Zuid-Sumatra, Indonesië. Daya Murni telt 2157 inwoners (volkstelling 2010).